# André Santos (football, 1989)
Pour les articles homonymes, voir André Santos et Santos (homonymie).
André Bernardes Santos, né le 2 mars 1989 à Sobreiro Curvo (Portugal), est un footballeur portugais. Il évolue au poste de milieu de terrain au Grasshopper Zurich.

## Biographie
André Santos est formé au Sporting Portugal qu'il intègre dès l'âge de 11 ans.
En 2008-2009, afin d'acquérir du temps de jeu, il est prêté en troisième division portugaise au CD Fátima. À l'intersaison, il rejoint l'União Leiria en seconde division qui est promu parmi l'élite en fin de saison. Il reste au club, dispute l'intégralité des journées sous le maillot de Leiria, s'affirmant comme l'une des révélations du championnat. Ses bonnes performances lui permettent d'être conservé en équipe première du Sporting Portugal la saison suivante.
En 2010-2011, pour sa première saison avec l'équipe première du Sporting, André Santos s'affirme, et dispute 42 matchs officiels dont 40 en tant que titulaire. Dans une saison de crise (son club termine 4e), il est la grande satisfaction de la saison, et est considéré à la fois comme la révélation de la saison, mais aussi comme le meilleur joueur de champ, à tout juste 22 ans. En revanche, lors du mercato estival 2011, les nombreuses recrues de son club formateur lui bouchent l'horizon et il est régulièrement annoncé sur le départ mais restera malgré tout dans la capitale portugaise. Il inscrit néanmoins deux buts très importants durant la campagne européenne contre Nordsjælland et une égalisation à la 88e minute d'une superbe frappe de l'extérieur du pied contre le Legia Varsovie en match aller des seizième de finale de la Ligue Europa.
Avec de moins en moins d'hypothèses d'être titulaire, le natif de Sobreiro Curvo est prêté en 2012-2013 au Deportivo La Corogne.
Le 29 août 2013, le Sporting annonce officiellement sur son site internet avoir trouvé un accord avec le Vitória Guimarães pour le transfert d'André Santos gratuitement mais le Sporting conserve néanmoins 35 % du montant d'un éventuel futur transfert.
Le 8 août 2014, après au saison passée dans son pays avec le Vitória Guimarães, il change à nouveau de pays pour rejoindre la Turquie pour jouer sous les couleurs du Balıkesirspor.
L'été suivant, le 2 juillet 2015, il rejoint la France libre en signant pour deux saisons au FC Metz tout juste relégué en Ligue 2. Il ne se retrouve pas totalement dépaysé dans son nouveau club puisque le nouveau directeur sportif mosellan, Carlos Freitas, est portugais et deux nouvelles recrues le sont également : Amido Baldé et Nuno Reis. Il débute sous le maillot messin en étant titulaire dès la première journée de championnat, face au RC Lens (0-0).

## Carrière
| Saison    | Club                        | Pays     | Championnat         | Championnat | Championnat | Coupe nationale | Coupe nationale | Coupe de la Ligue | Coupe de la Ligue | Coupe d'Europe | Coupe d'Europe | Coupe d'Europe | Total  | Total |
| Saison    | Club                        | Pays     | Division            | Matchs      | Buts        | Matchs          | Buts            | Matchs            | Buts              | Type           | Matchs         | Buts           | Matchs | Buts  |
| --------- | --------------------------- | -------- | ------------------- | ----------- | ----------- | --------------- | --------------- | ----------------- | ----------------- | -------------- | -------------- | -------------- | ------ | ----- |
| 2008-2009 | CD Fátima (prêt)            | Portugal | Campeonato Nacional | 16          | 2           | 2               | 0               | -                 | -                 | -              | -              | -              | 18     | 2     |
| 2008-2009 | União Leiria (prêt)         | Portugal | Segunda Liga        | 9           | 0           | 0               | 0               | -                 | -                 | -              | -              | -              | 9      | 0     |
| 2009-2010 | União Leiria (prêt)         | Portugal | Primeira Liga       | 30          | 0           | 1               | 0               | 4                 | 0                 | -              | -              | -              | 35     | 0     |
| 2010-2011 | Sporting Portugal           | Portugal | Primeira Liga       | 26          | 2           | 3               | 0               | 3                 | -                 | C3             | 10             | 0              | 42     | 2     |
| 2011-2012 | Sporting Portugal           | Portugal | Primeira Liga       | 11          | 0           | 3               | 0               | 2                 | 0                 | C3             | 9              | 2              | 25     | 2     |
| 2012-2013 | Deportivo La Corogne (prêt) | Espagne  | Liga BBVA           | 13          | 0           | 2               | 0               | -                 | -                 | -              | -              | -              | 15     | 0     |
| 2013-2014 | Vitória Guimarães           | Portugal | Primeira Liga       | 25          | 0           | 0               | 0               | 0                 | 0                 | -              | -              | -              | 25     | 0     |
| 2014-2015 | Balıkesirspor               | Turquie  | Süper Lig           | 11          | 1           | 0               | 0               | -                 | -                 | -              | -              | -              | 11     | 1     |
| 2015-2016 | FC Metz                     | France   | Ligue 2             | 19          | 1           | 1               | 0               | 2                 | 0                 | -              | -              | -              | 22     | 1     |

Dernière mise à jour le 23 décembre 2015.

## Palmarès

### Club
- CSU Craiova
  - Vainqueur de la Coupe de Roumanie en 2018.